# Паулиненауе
Паулиненауе (њем. Paulinenaue) општина је у њемачкој савезној држави Бранденбург. Једно је од 26 општинских средишта округа Хафеланд. Према процјени из 2010. у општини је живјело 1.271 становника. Посједује регионалну шифру (AGS) 12063228.

## Географски и демографски подаци
Паулиненауе се налази у савезној држави Бранденбург у округу Хафеланд. Општина се налази на надморској висини од 31 метра. Површина општине износи 31,6 km². У самом мјесту је, према процјени из 2010. године, живјело 1.271 становника. Просјечна густина становништва износи 40 становника/km².